# Первенцева, Екатерина Валерьевна
Екатерина Валерьевна Первенцева (род. 22 декабря 1978 года) — российский искусствовед, член-корреспондент Российской академии художеств (2012).

## Биография
Родилась 22 декабря 1978 года.
В 2001 году — окончила факультет гуманитарных и прикладных наук Московского государственного лингвистического университета, специальность «Лингвистика и межкультурная коммуникация».
В 2007 году — защитила кандидатскую диссертацию, тема: «Смысловое пространство художественного дискурса и роль визуальной составляющей в его формировании: на материале англоязычной художественной прозы».
С 1999 по 2001 годы — переводчик в студии «Christmas Films».
С 2001 по 2008 годы — старший преподаватель, преподаватель, кафедра стилистики английского языка факультета гуманитарных и прикладных наук Московского государственного лингвистического университета.
С 2008 по 2012 годы — руководитель PR-отдела, PR-менеджер (международное направление) в Московском музее современного искусства.
В 2012 году — избрана членом-корреспондент Российской академии художеств от Отделения искусствознания и художественной критики.
С 2012 по 2013 годы — менеджер международных культурных проектов, PR и коммуникации пПредставитель Российского офиса ярмарки VIENNAFAIR в Вене, менеджер по работе с VIP клиентами ярмарки; менеджер проектов в рамках параллельной̆ программы 55-й Венецианской биеннале современного искусства.
С 2015 по 2015 годы — менеджер арт-проектов «RDI Group».
С 2015 по 2017 годы — директор фонда «Aksenov Family Foundation».
С 2017 по 2018 годы — исполнительный директор фонда V-A-C (Фонд «Виктория — искусство быть современным»).
С 2018 года — советник, куратор специальных проектов Департамента культуры города Москвы.

## Научные статьи
- Смыслоформирующие функции визуальной составляющей̆ в художественном дискурсе. Статья // Межкультурная коммуникация. Стилистика. — М.: РЕМА, 2007. — С. 190—213. — (Вестн. Моск. гос. лингв. ун-та; вып. 521; сер. Лингвистика).
- Когнитивный механизм интеграции визуальной составляющей в смысловое пространство художественного дискурса. Статья // Объединённый научный журнал. № 12 (200). — М.: Агентство научной печати, 2007. — С. 37-44.
- Маски шоу. — Артгид, 2012.
- Искусство расшатывания сознания. Статья // ДИ (Диалог искусств) № 4, 2011, — С. 78-79.
- Рецензии на выставочные проекты, ДИ (Диалог искусств), 2010—2011.
- Музыкальные фестивали Австрии. Статья // ДИ (Диалог искусств), № 3 2018, — С. 104—109.
- Futura Condensed Medium. Статья // ДИ (Диалог искусств), № 3, 2020, — С. 10-19.
- Культурный образ жизни. Статья // ДИ (Диалог искусств), № 5, 2020 — С. 78-83.